# Umma (ciudad)

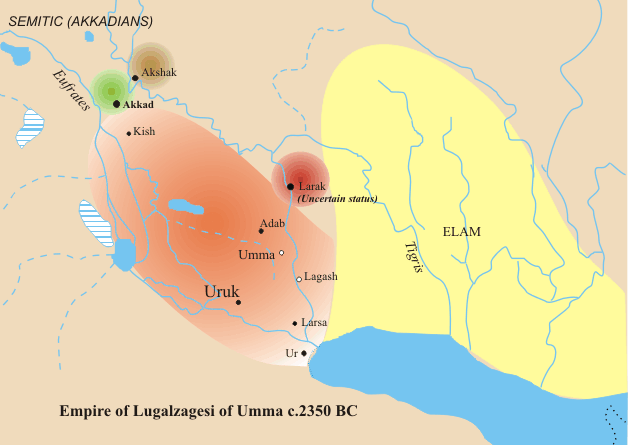
Umma en la época de Lugal-Zage-Si.

Umma (la moderna Tell Yoja, Gobernación de Di Car en Irak) fue una antigua ciudad en Sumeria. Nótese que hay cierto debate entre los estudiosos sobre los nombres sumerios (Umma) y acadios (Kissa o Kishsha) del lugar.

## Historia
En un primitivo texto sumerio del descenso de Inanna al inframundo, esta disuade a los demonios del inframundo de llevarse a Shara, patrón de Umma, que vivía en la miseria. En su lugar, se llevaron a Dumuzi, rey de Uruk, que vivía en la opulencia palaciega.
Fue muy conocida por su largo conflicto fronterizo con Lagash. La ciudad alcanzó su cénit sobre el 2275 a. C., bajo el mandato de Lugal-Zage-Si (Lugalzagesi), que también controlaba Ur y Uruk. Bajo la Tercera Dinastía de Ur, Umma se convirtió en un importante centro provincial. La mayoría de las más de 30.000 tablillas cuneiformes recuperadas en el lugar son textos administrativos y económicos de la época. Esto permitió tener una excelente visión sobre los asuntos provinciales de Umma. El calendario Umma de Shulgi (c. siglo XXI a. C.), es el predecesor inmediato del calendario babilónico, e indirectamente del calendario hebreo del postexilio.

## Arqueología

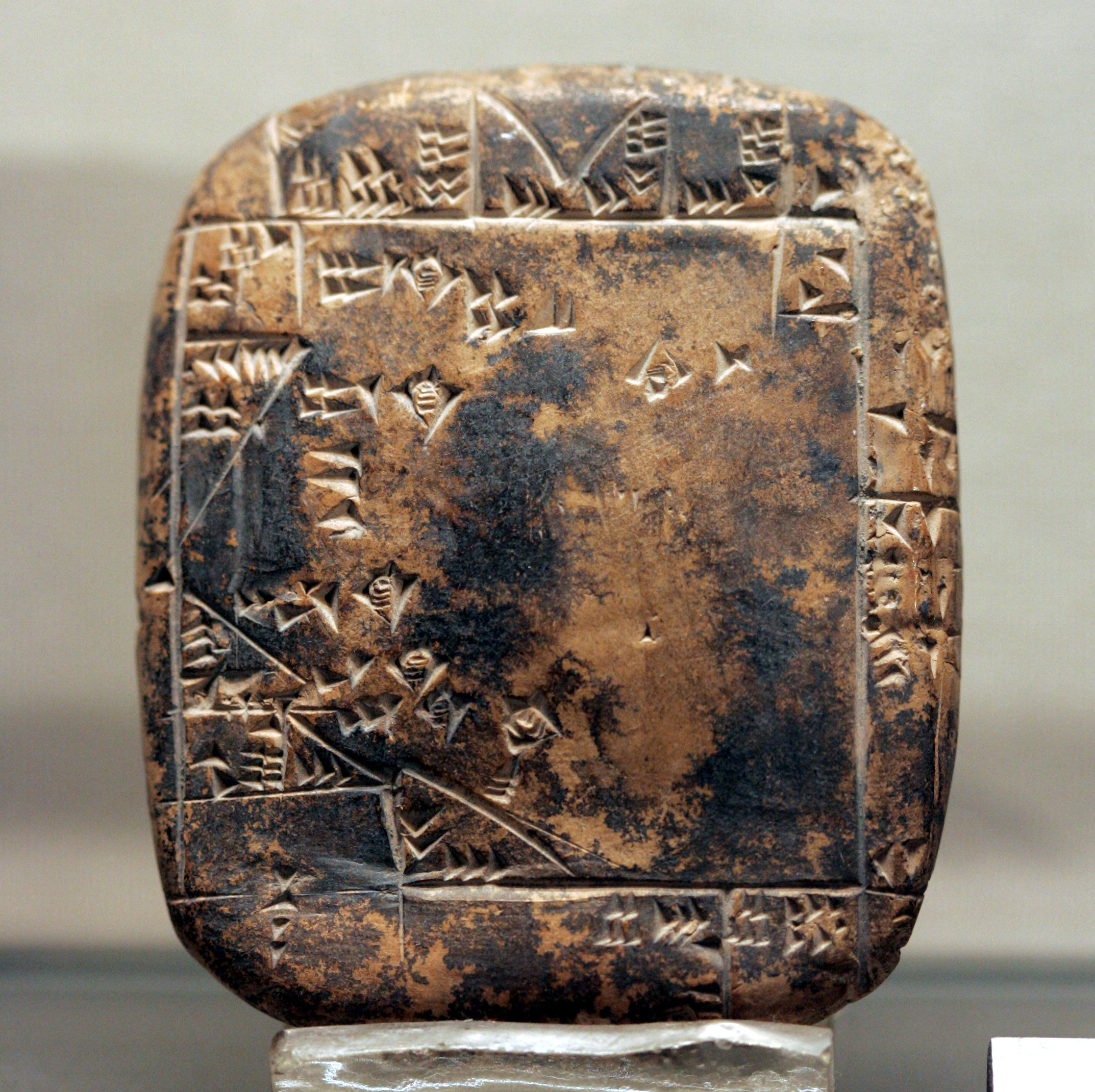
Plano de un edificio de la ciudad de Umma, con indicaciones de las superficies. Tercera Dinastía de Ur, Museo del Louvre.

El yacimiento fue visitado por William Loftus en 1854 y por John Punnett Peters de la Universidad de Pensilvania en 1885.
 En los primeros años del siglo XX, se hicieron muchas excavaciones ilegales y empezaron a aparecer, en el mercado de antigüedades, tablillas de Umma de la tercera dinastía de Ur. A finales de la década de 1990, algunas excavaciones de salvamento,  relacionadas con proyectos viales de la zona, fueron llevadas a cabo en Tell Yoja por arqueólogos iraquíes.

## Saqueos
Durante la invasión de Irak de 2003, después del bombardeo de la Coalición, los saqueadores arrasaron el yacimiento, que ahora está salpicado de cientos de zanjas y pozos. Las perspectivas de futuras excavaciones y estudios se han visto comprometidos seriamente. 
En 2011, la Red Global de Patrimonio, que monitorea las amenazas al patrimonio cultural en países en desarrollo, dio a conocer fotografías aéreas comparando Umma en 2003 y en 2010, que muestran un paisaje devastado por las zanjas realizadas por los saqueadores durante ese tiempo en aproximadamente 1,12 kilómetros cuadrados.